# 안티 풋볼
안티 풋볼(Anti-football)은 수비 위주의 축구 전술을 비판하는 축구 용어이다.
안티 풋볼은 한 팀이 스트라이커를 제외한 전체 팀을 공 뒤에 배치하는 매우 수비적이고 공격적이며 신체적이며 강력한 축구 스타일과 패스에만 의존하는 축구 스타일이다. 그렇게 함으로써 그들은 스스로 경기를 이기려고 하기보다 상대가 득점하는 것을 막기 위해 최선을 다한다. 또한 다음과 같은 행동으로 경기 진행을 방해하는 팀의 플레이 스타일을 비판하는 데 사용된다. 예를 들어 선수에게 다가가려 하지 않고 공을 앞으로 차는 것, 고의로 뛰어들어 몇 분 동안 경기를 중단하는 것, 공을 걷어차는 것이다. 시간을 낭비한 것으로 인해 프리킥이 주어진다. (일반적으로 너무 노골적일 경우 옐로카드로 벌칙을 받음)
반면에 UEFA는 반 축구를 피하는 팀에 대해 페어 플레이 상을 수여했다. 플레이어가 패스하면 경기의 언락(unlock) 이후 공격적으로 플레이하고, 위험을 감수하고, 점유를 유지하는 등의 작업을 시도한다. 그러면 파울 방지 및 팬의 존중과 함께 페어 플레이 노트가 증가한다. 유럽에서 최고 등급을 받은 세 팀은 유로파 리그에서 자동으로 자격을 얻을 수 있었고 금전적 상금을 받았다.

## 같이 보기
- 토탈 풋볼